# Матаафа, Наоми
Афиога Фиаме Наоми Матаафа (англ. Afioga Fiamē Naomi Mataʻafa; род. 29 апреля 1957, Апиа) — глава матаи и самоанский политик, занимает должность премьер-министра Самоа с 24 мая 2021 года после возглавления политической партии FAST, победившей на парламентских выборах в Самоа в 2021 году. 
С 1985 года занимала должность депутата Законодательного собрания, представляя избирательный округ Лотофага. Ранее была членом Партии защиты прав человека, доминирующей силы в стране в 1982—2021 годах. Была первой женщиной в самоанской истории, назначенной в правительство: занимала должности в правительствах премьеров Тофилау Эти Алесаны (в 1991—1998) и Туилаепа Малиелегаои (в 1998—2021), в том числе министра образования в 1991—2006 годах, министра по делам женщин в 2006—2011 годах и министра юстиции в 2011—2016 годах. В 2016—2020 годах была вице-премьер-министром и заместителем главы правящей партии, но ушла в отставку из-за скандального закона. В следующем году присоединилась к новой партии FAST и была единогласно избрана её лидером в марте 2021 года. Хотя её новая партия выиграла выборы, однако побеждённый премьер-министр Малиелегаои отказывался уйти со своей должности, спровоцировав конституционный кризис, разрешённый 23 июля 2021 года апелляционным судом, признавшим Матаафу легитимной главой правительства с 24 мая.